# Division II i ishockey 1967/1968
Division II i ishockey 1967/1968 var andradivisionen i svensk ishockey under säsongen. Divisionen var indelad i fyra regioner (norra, östra, västra och södra) med två grupper i varje (A och B). Grupperna hade 9 till 14 lag. Vinnaren i varje grupp gick vidare till kval till högsta serien, Division I eller Allsvenskan som den ofta kallades. Bottenlagen i varje serie flyttades ner till Division III nästa säsong. Deras platser togs istället av de lag som vunnit Division III-serierna. Något kval nedåt förekom alltså inte, men det hände att lag avstod från uppflyttning av olika skäl.

## Lagen
Inför säsongen hade Skellefteå, Clemensnäs, Avesta och Örebro flyttats ner från Division I. Dessutom hade GIF Sundsvall lagt ner sitt lag. IFK Norrköping hade gått samman med IK Sleipner och bildat IK IFK/IKS. IK Stefa och Vättersnäs IF hade gått samman till Vätterstads IK. Mariestads Cykelklubb hade gått samman med ett par lokala klubbar och bildat Mariestads Boll- och Idrottssällskap (BoIS). Hammarby hade flyttats från Västra A till Östra B och Norrahammar GIS samt HC Dalen från Södra B till Södra A. Dessutom hade 22 lag flyttats upp från Division III. Svenska Ishockeyförbundet hade beslutat att inordna Division III på Gotland i det nationella seriesystemet vilket givit de bästa gotländska lagen möjlighet att kvalificera sig för spel i division II.

## Division II Norra
Grupp A
Serien innehöll tre tidigare allsvenska lag; Skellefteå och Clemensnäs som flyttats ner sedan förra säsongen och Rönnskär som spelat i högsta divisionen en säsong tidigare. Nya lag från Division III var Kalix/Triangeln och Öjebyn. Det var dock Kirunalagen som började serien bäst och toppade serien med Västerbottenslagen jagande strax efter. Vid trettonhelgen hade Skellefteå dubbelmöte i Kiruna där man först slog IFK med 8–2 och sedan AIF med 6–0. Där kunde serien varit avgjord, men Rönnskär ville annorlunda och besegrade Skellefteå så att IFK Kiruna gick upp i serieledning. I sista omgången spelades derby både i Kiruna och Skellefteå. I Kiruna behövde IFK besegra AIF för att vinna serien eftersom Skellefteå hade bättre målskillnad och förväntades besegra Clemensnäs. Men AIF vann med 3–2 och samtidigt gjorde Skellefteå vad som förväntades av dem och återigen missade Kiruna chansen att få ett lag i högsta serien. Publikmässigt blev serien en succé. Matcherna drog över 120 000 åskådare vilket var drygt 70 000 fler än föregående säsong! Framförallt var det Skellefteå som lockade storpublik med i snitt 1 859 besökare per match på hemmaarenan. Skytteligan vanns av Skellefteås Tommy Granstedt som gjorde 20 mål under seriens gång.
| Nr | Lag                        | S  | V  | O | F  | GM  | IM  | MS  | P  |
| -- | -------------------------- | -- | -- | - | -- | --- | --- | --- | -- |
| 1  | Skellefteå AIK             | 22 | 17 | 2 | 3  | 136 | 46  | +90 | 36 |
| 2  | IFK Kiruna                 | 22 | 16 | 3 | 3  | 96  | 61  | +35 | 35 |
| 3  | Clemensnäs IF              | 22 | 13 | 2 | 7  | 95  | 66  | +29 | 28 |
| 4  | Kiruna AIF                 | 22 | 11 | 6 | 5  | 105 | 81  | +24 | 28 |
| 5  | Rönnskärs IF               | 22 | 12 | 2 | 8  | 104 | 74  | +30 | 26 |
| 6  | IFK Luleå                  | 22 | 10 | 2 | 10 | 101 | 75  | +26 | 22 |
| 7  | Bodens BK                  | 22 | 10 | 2 | 10 | 93  | 107 | −14 | 22 |
| 8  | Piteå IF                   | 22 | 9  | 2 | 11 | 84  | 78  | +6  | 20 |
| 9  | Kågedalens AIF             | 22 | 9  | 1 | 12 | 87  | 103 | −16 | 19 |
| 10 | Glommersträsk/Lappträsk IF | 22 | 5  | 3 | 14 | 65  | 150 | −85 | 13 |
| 11 | Kalix/Triangelns IF        | 22 | 5  | 1 | 16 | 50  | 109 | −59 | 11 |
| 12 | Öjeby IF                   | 22 | 1  | 2 | 19 | 70  | 136 | −66 | 4  |

Grupp B
Inför säsongen nämndes Sandåkern från Umeå som favoriter ihop med flera andra lag som Järved från Örnsköldsvik, Östersund och Sundsvallslaget Heffners/Ortviken. Det blev Östersund som började bäst och tog ledningen i serien. Efter förlust i de två seriefinalerna mot Sandåkern gick umelaget upp i ledning. I slutet av serien vill även Heffners vara med och slåss om seriesegern, men fick ge sig efter en förlust mot Järved. Sandåkern gick vidare till playoff och i botten av serien placerade sig nykomlingarna Örnsköldsvik och Frösön på nerflyttningsplats. Skytteligan vanns av Sandåkersspelarna Ulf Strömsöe och Agne Bylund med 18 mål vardera.
| Nr | Lag                   | S  | V  | O | F  | GM | IM  | MS  | P  |
| -- | --------------------- | -- | -- | - | -- | -- | --- | --- | -- |
| 1  | Sandåkerns SK         | 16 | 14 | 0 | 2  | 80 | 40  | +40 | 28 |
| 2  | Heffners/Ortvikens IF | 16 | 12 | 0 | 4  | 95 | 45  | +50 | 24 |
| 3  | Östersunds IK         | 16 | 10 | 1 | 5  | 74 | 43  | +31 | 21 |
| 4  | Järveds IF            | 16 | 10 | 1 | 5  | 74 | 43  | +31 | 21 |
| 5  | IFK Nyland            | 16 | 5  | 4 | 7  | 52 | 66  | −14 | 14 |
| 6  | Sollefteå IK          | 16 | 4  | 4 | 8  | 49 | 63  | −14 | 12 |
| 7  | Tunadals IF           | 16 | 4  | 0 | 12 | 66 | 113 | −47 | 8  |
| 8  | Örnsköldsviks SK      | 16 | 3  | 1 | 12 | 38 | 72  | −34 | 7  |
| 9  | Frösö IF              | 16 | 2  | 3 | 11 | 38 | 83  | −45 | 7  |

## Division II Östra
Grupp A
Serien hade utökats från tio till tolv lag och fått fyra nya lag från Division II: Godtemplarnas IF från Falun, Tunabro från Borlänge, Söderhamn samt Tierp. Av nykomlingarna lyckades Tunabro bäst som placerade sig tvåa. Seriesegrare blev Leksandslaget Häradsbygden som vann serien, men tydligt deklarerade att de inte hade råd att flyttas upp till Division I. Skytteligan vanns av Häradsbygdens Göran Lysén som gjort 25 mål.
| Nr | Lag              | S  | V  | O | F  | GM  | IM  | MS  | P  |
| -- | ---------------- | -- | -- | - | -- | --- | --- | --- | -- |
| 1  | Häradsbygdens SS | 22 | 17 | 2 | 3  | 117 | 50  | +67 | 36 |
| 2  | IF Tunabro       | 22 | 15 | 3 | 4  | 105 | 46  | +59 | 33 |
| 3  | Bollnäs IS       | 22 | 15 | 0 | 7  | 105 | 71  | +34 | 30 |
| 4  | Godtemplarnas IF | 22 | 13 | 2 | 7  | 96  | 49  | +47 | 28 |
| 5  | Ljusne AIK       | 22 | 13 | 1 | 8  | 90  | 72  | +18 | 27 |
| 6  | Alfta GIF        | 22 | 11 | 4 | 7  | 86  | 84  | +2  | 26 |
| 7  | Gävle GIK        | 22 | 10 | 3 | 9  | 91  | 92  | −1  | 23 |
| 8  | Söderhamns IK    | 22 | 10 | 2 | 10 | 73  | 80  | −7  | 22 |
| 9  | Hofors IK        | 22 | 8  | 2 | 12 | 79  | 85  | −6  | 18 |
| 10 | Tierps IF        | 22 | 4  | 1 | 17 | 52  | 120 | −68 | 9  |
| 11 | Vansbro AIK      | 22 | 2  | 2 | 18 | 52  | 111 | −59 | 6  |
| 12 | Hedemora SK      | 22 | 3  | 0 | 19 | 45  | 131 | −86 | 6  |

Grupp B
B-gruppen hade utökats från 12 till 14 lag. Nykomlingar från Division III denna säsong var Roma, Österåker och Hanviken. Inte många trodde på förhand att Gotlandslaget Roma skulle kunna hävda sig mot Stockholmslagen, men de överraskade och tog 22 poäng och höll sig kvar i serien med god marginal. Segern och platsen i playoff gick inte helt oväntat till Hammarby medan Hanviken, IFK Stockholm och Lidingö placerade sig sist och flyttades ner till Division III. Skytteligan vanns av Väsbys Anders Täpp som gjort 30 mål.
| Nr | Lag             | S  | V  | O | F  | GM  | IM  | MS   | P  |
| -- | --------------- | -- | -- | - | -- | --- | --- | ---- | -- |
| 1  | Hammarby IF     | 26 | 21 | 2 | 3  | 172 | 70  | +102 | 44 |
| 2  | Tranebergs IF   | 26 | 17 | 3 | 6  | 127 | 67  | +60  | 37 |
| 3  | Almtuna IS      | 26 | 17 | 1 | 8  | 126 | 76  | +50  | 35 |
| 4  | Norrtälje IK    | 26 | 15 | 2 | 9  | 119 | 81  | +38  | 32 |
| 5  | Nacka SK        | 26 | 14 | 3 | 9  | 113 | 105 | +8   | 31 |
| 6  | Huddinge IK     | 26 | 14 | 1 | 11 | 108 | 95  | +13  | 29 |
| 7  | Sundbybergs IK  | 26 | 13 | 3 | 10 | 113 | 108 | +5   | 29 |
| 8  | Väsby IK        | 26 | 11 | 4 | 11 | 137 | 112 | +25  | 26 |
| 9  | Mälarhöjdens IK | 26 | 12 | 2 | 12 | 108 | 107 | +1   | 26 |
| 10 | Roma IF         | 26 | 9  | 4 | 13 | 92  | 111 | −19  | 22 |
| 11 | IFK Österåker   | 26 | 10 | 1 | 15 | 96  | 123 | −27  | 21 |
| 12 | Hanvikens SK    | 26 | 7  | 2 | 17 | 85  | 126 | −41  | 16 |
| 13 | IFK Stockholm   | 26 | 3  | 2 | 21 | 79  | 169 | −90  | 8  |
| 14 | IFK Lidingö     | 26 | 3  | 2 | 21 | 81  | 206 | −125 | 8  |

## Division II Västra
Nya lag i serien var Avesta som flyttats ner från Division I och Västerås SK som flyttats upp från Division III. Fagersta vann serien efter en avgörande seriefinal mot Surahammar i sista omgången. BK Remo (från Södertälje) och Västerås SK blev seriens stryklag. Båda lagen flyttades ner till Division II nästa säsong. Skytteligan vanns av Fagerstas Håkan Lundberg som gjorde 26 mål.
Grupp A
| Nr | Lag                | S  | V  | O | F  | GM  | IM  | MS   | P  |
| -- | ------------------ | -- | -- | - | -- | --- | --- | ---- | -- |
| 1  | Fagersta AIK       | 20 | 18 | 0 | 2  | 114 | 47  | +67  | 36 |
| 2  | Surahammars IF     | 20 | 16 | 1 | 3  | 117 | 47  | +70  | 33 |
| 3  | Skultuna IS        | 20 | 12 | 2 | 6  | 107 | 67  | +40  | 26 |
| 4  | Avesta BK          | 20 | 12 | 2 | 6  | 91  | 62  | +29  | 26 |
| 5  | Enköpings SK       | 20 | 9  | 5 | 6  | 70  | 58  | +12  | 23 |
| 6  | IFK Arboga         | 20 | 7  | 4 | 9  | 86  | 70  | +16  | 18 |
| 7  | Ludvika FfI        | 20 | 8  | 2 | 10 | 77  | 76  | +1   | 18 |
| 8  | IK Westmannia      | 20 | 8  | 2 | 10 | 58  | 83  | −25  | 18 |
| 9  | Morgårdshammars IF | 20 | 8  | 0 | 12 | 84  | 111 | −27  | 16 |
| 10 | BK Remo            | 20 | 2  | 0 | 18 | 52  | 120 | −68  | 4  |
| 11 | Västerås SK        | 20 | 1  | 0 | 19 | 62  | 177 | −115 | 2  |

Grupp B
Nykomlingar för säsongen var Skövde och Sunne. Säsongen blev inte särskilt spännande då IF Karlskoga/Bofors dominerade stort. Redan i första omgången avfärdade KB (Karlskoga/Bofors) sin främsta rival, Mariestad, om seriesegern och sedan gick de igenom säsongen utan att förlora en enda match. Det tidigare bottenlaget Mariestad hade storsatsat inför säsongen och kunde knipa andraplatsen och bryta seriens Värmlandsdominans. Platserna i botten togs av Trollhättan, Kil och Sunne. Trollhättan klarade sig kvar i serien efter att IFK Arvika tackat nej till uppflyttning då de saknade konstfrusen bana. Skytteligan vanns av IK Vikings Ebbe Wester som gjorde 37 mål under säsongen.
| Nr | Lag                 | S  | V  | O | F  | GM  | IM  | MS   | P  |
| -- | ------------------- | -- | -- | - | -- | --- | --- | ---- | -- |
| 1  | IF Karlskoga/Bofors | 22 | 21 | 1 | 0  | 194 | 47  | +147 | 43 |
| 2  | Mariestads BoIS     | 22 | 18 | 1 | 3  | 134 | 68  | +66  | 37 |
| 3  | Grums IK            | 22 | 17 | 1 | 4  | 125 | 73  | +52  | 35 |
| 4  | IK Viking           | 22 | 16 | 0 | 6  | 142 | 87  | +55  | 32 |
| 5  | Forshaga IF         | 22 | 12 | 0 | 10 | 87  | 84  | +3   | 24 |
| 6  | Skövde IK           | 22 | 10 | 2 | 10 | 117 | 112 | +5   | 22 |
| 7  | IFK Munkfors        | 22 | 9  | 3 | 10 | 105 | 122 | −17  | 21 |
| 8  | Deje IK             | 22 | 8  | 1 | 13 | 114 | 117 | −3   | 17 |
| 9  | Uddeholms IF        | 22 | 7  | 2 | 13 | 112 | 131 | −19  | 16 |
| 10 | IFK Trollhättan     | 22 | 4  | 1 | 17 | 58  | 128 | −70  | 9  |
| 11 | Kils AIK            | 22 | 2  | 3 | 17 | 60  | 155 | −95  | 7  |
| 12 | Sunne IK            | 22 | 0  | 1 | 21 | 68  | 192 | −124 | 1  |

## Division II Södra
Grupp A
Gruppen hade fått utökats från tio till tolv lag. Örebro hade flyttats ner från Division I medan IK Terra från Linköping ihop med Mariefred hade flyttats upp från Division III. Husqvarna som vunnit de två senaste säsongerna hade bl.a. blivit av med sina två främsta forwards och kunde inte utmana topplagen denna säsong. Istället var det lagen från Östergötland som tog topplatserna. IFK Norrköping hade gått samman med IK Sleipner under förkortningen IK IFK/IKS. Det nya namnet fick inget genomslag utan klubben kallades istället "Vita hästen" i folkmun. Sammanslagningen blev lyckad och laget tog hem seriesegern efter en jämn kamp mot lokalkonkurrenten BK Kenty från Linköping. Sist i serien placerade sig Mariefred och Flen som båda flyttades ner till Division III. Örebrospelaren Yngve Hindrikes vann skytteligan med 37 gjorda mål.
| Nr | Lag              | S  | V  | O | F  | GM  | IM  | MS   | P  |
| -- | ---------------- | -- | -- | - | -- | --- | --- | ---- | -- |
| 1  | IK IFK/IKS       | 22 | 16 | 3 | 3  | 121 | 61  | +60  | 35 |
| 2  | BK Kenty         | 22 | 16 | 2 | 4  | 107 | 65  | +42  | 34 |
| 3  | Tranås AIF       | 22 | 14 | 1 | 7  | 96  | 63  | +33  | 29 |
| 4  | Örebro SK        | 22 | 13 | 1 | 8  | 129 | 105 | +24  | 27 |
| 5  | Husqvarna IF     | 22 | 12 | 2 | 8  | 121 | 83  | +38  | 26 |
| 6  | Nyköpings BIS    | 22 | 12 | 2 | 8  | 106 | 70  | +36  | 26 |
| 7  | IK Terra         | 22 | 12 | 2 | 8  | 94  | 66  | +28  | 26 |
| 8  | HC Dalen         | 22 | 12 | 2 | 8  | 110 | 93  | +17  | 26 |
| 9  | Vätterstads IF   | 22 | 8  | 0 | 14 | 84  | 123 | −39  | 16 |
| 10 | Norrahammars GIS | 22 | 5  | 0 | 17 | 67  | 133 | −66  | 10 |
| 11 | IFK Mariefred    | 22 | 3  | 2 | 17 | 56  | 119 | −63  | 8  |
| 12 | Flens IF         | 22 | 0  | 1 | 21 | 40  | 150 | −110 | 1  |

Grupp B
Sedan förra säsongen hade två lag från B-gruppen, Dalen och Norrahammar, flyttats till A-gruppen. Dessutom hade serien fått fyra nya lag, nämligen IFK Oskarshamn, Halmstad, Gislaved och Gais. Nybro visade redan från början vart det lutade genom att besegra Malmö FF (med Sven Tumba i laget) hemma i Victoriahallen med siffrorna 9–6. Segertåget fortsatte men med en liten formsvacka mitt i serien. Efter den kom man igen och spelade hem seriesegern och platsen till playoff. Fr.a. var det Nybros tredjekedja med Finn Lundström, Björn Johansson och Lennart Rudby som överraskade positivt. I botten placerade sig Gislaved och Gais som båda flyttades ner till Division III. Malmös Leif Johansson vann skytteligan med 30 gjorda mål.
| Nr | Lag              | S  | V  | O | F  | GM  | IM  | MS  | P  |
| -- | ---------------- | -- | -- | - | -- | --- | --- | --- | -- |
| 1  | Nybro IF         | 22 | 16 | 4 | 2  | 150 | 53  | +97 | 36 |
| 2  | Malmö FF         | 22 | 14 | 4 | 4  | 114 | 69  | +45 | 32 |
| 3  | Tyringe SoSS     | 22 | 14 | 2 | 6  | 87  | 49  | +38 | 30 |
| 4  | Östers IF        | 22 | 12 | 3 | 7  | 90  | 71  | +19 | 27 |
| 5  | IF Troja         | 22 | 11 | 2 | 9  | 93  | 82  | +11 | 24 |
| 6  | Skillingaryds IS | 22 | 9  | 6 | 7  | 75  | 75  | 0   | 24 |
| 7  | Sågdalens SK     | 22 | 10 | 2 | 10 | 68  | 76  | −8  | 22 |
| 8  | Norrby IF        | 22 | 7  | 5 | 10 | 68  | 77  | −9  | 19 |
| 9  | IFK Oskarshamn   | 22 | 8  | 3 | 11 | 89  | 112 | −23 | 19 |
| 10 | Halmstad BK      | 22 | 5  | 3 | 14 | 64  | 108 | −44 | 13 |
| 11 | Gislaveds SK     | 22 | 5  | 2 | 15 | 59  | 106 | −47 | 12 |
| 12 | Gais             | 22 | 1  | 4 | 17 | 40  | 119 | −79 | 6  |

## Kvalspel till Division I
Norra kvalserien till Division I
Serien spelades mellan den 23 februari och den 16 mars 1968. Som förväntat vanns serien av Skellefteå och med sig till Division I fick de Hammarby, vilket också var helt väntat. Vägen dit blev dock krokig. Skellefteå förlorade i första omgången mot Hammarby och spelade sedan med nöd och näppe oavgjort mot Häradsbygden. Efter två omgångar var det Sandåkern som ledde före Häradsbygden. Sedan tog sig Skellefteå samman och vann de kvarvarande matcherna och tog en plats i högsta serien som förväntat.
| Nr | Lag              | S | V | O | F | GM | IM | MS | P |
| -- | ---------------- | - | - | - | - | -- | -- | -- | - |
| 1  | Skellefteå AIK   | 6 | 4 | 1 | 1 | 31 | 24 | +7 | 9 |
| 2  | Hammarby IF      | 6 | 4 | 0 | 2 | 25 | 20 | +5 | 8 |
| 3  | Sandåkerns SK    | 6 | 2 | 1 | 3 | 26 | 31 | −5 | 5 |
| 4  | Häradsbygdens SS | 6 | 0 | 2 | 4 | 22 | 29 | −7 | 2 |

|                  | HIF | HSS | SSK | SAIK |
| Hammarby IF      | —   | 6–2 | 7–4 | 5–3  |
| Häradsbygdens SS | 3–4 | —   | 4–5 | 4–4  |
| Sandåkerns SK    | 5–1 | 4–4 | —   | 5–6  |
| Skellefteå AIK   | 3–2 | 6–5 | 9–3 | —    |

Södra kvalserien till Division I
Serien spelades mellan 23 februari och 10 mars. Att Karlskoga/Bofors skulle ta en av platserna till Division I var väntat, men den andra platsen förväntades tas av Fagersta eller Norrköping. Nybro ville dock annat. I öppningsmatchen slog man Norrköpingslaget IK IFK/IKS borta och i andra omgången slog man sensationellt Karlskoga hemma inför en fullsatt Victoriahall. Först i fjärde omgången förlorade man mot Fagersta, men en ny seger mot Norrköping säkrade platsen i Division I. Nybro var sensationellt klara för spel i högsta serien tillsammans med Karlskoga. På bara fyra år hade Smålandslaget avancerat från Division IV till högsta serien.
| Nr | Lag                 | S | V | O | F | GM | IM | MS  | P  |
| -- | ------------------- | - | - | - | - | -- | -- | --- | -- |
| 1  | IF Karlskoga/Bofors | 6 | 5 | 0 | 1 | 41 | 14 | +27 | 10 |
| 2  | Nybro IF            | 6 | 4 | 0 | 2 | 29 | 28 | +1  | 8  |
| 3  | Fagersta AIK        | 6 | 3 | 0 | 3 | 24 | 26 | −2  | 6  |
| 4  | IK IFK/IKS          | 6 | 0 | 0 | 6 | 18 | 44 | −26 | 0  |

|                     | FAIK | IKI | KB63 | NIF |
| Fagersta AIK        | —    | 3–2 | 1–4  | 2–4 |
| IK IFK/IKS          | 4–9  | —   | 3–11 | 3–5 |
| IF Karlskoga/Bofors | 8–1  | 3–2 | —    | 7–2 |
| Nybro IF            | 4–8  | 9–4 | 5–4  | —   |